# 蕭亮
蕭亮（1941年—2024年3月），原名盧永華，男，廣東廣州市花都區人，前香港電視藝員，擔任影視演員、電視及廣播主持人、旁白及報幕員，並以其鏗鏘聲線曾擔任無綫電視翡翠台及亞洲電視本港台之報幕員，為人熟悉。

## 簡歷
1941年，蕭亮於上海市法租界出生，在家中排行第四，馬評人盧遠及電視藝員盧大偉分別為其胞兄及胞弟。1947年全家一起由上海搬到香港，同年在香港接受教育，入讀香港華仁書院小學部（其時番禺會所華仁小學尚未成立，港華提供小五及小六課程，成績達標者直升中一），1960年畢業於香港華仁書院，其後曾就讀於柏立基教育學院（今香港教育大學，教育學院前身），且在渣華道官立小學教授英文科及視藝科。后在香港岭南大学考获国语一级证书（2005年）。1961年參加星島全港英文歌唱公開賽獲得冠軍。1966年加入商業電台開始做幕後工作，1970年加入香港電台，得台長張漢彪重用，曾擔任DJ，主持，名人專訪，故事單人講述等職務，與香港小姐孫詠恩拍檔深受瞩目。1973年更兼任麗的電視之新聞報導員，其後與其胞弟盧大偉一同獲副总经理周梁淑怡邀請轉投無綫電視，就參與翡翠台報幕員等幕前工作（station announcer）；蕭亮為當年無綫電視之台聲，由他朗讀的「無綫電視翡翠台」，成為當年無綫的一大特色。
他兼任藝員以及宣傳編導，也私底下從事寫作，著有“蕭亮養狗經”及“太極養生功夫”兩書，他也在書中出版亲绘名犬插圖三十余幅，為書中特色。
他也參演許多廣告，1980年代，蕭亮在永安百貨廣告中擔任旁白，備受矚目，凡十四年之久，每周一新。每星期向電視觀眾介紹該星期的特價貨品，並以「今個禮拜五六日，早啲嚟永安啦！」（「這星期五六日，早點來永安！」）為結尾。同時他亦開始擔任多個電視廣告的旁白。
蕭亮能操流利的英語、國語、廣東話、上海話和法語。1989年，曾隨周梁淑怡跳槽到亞洲電視擔任報幕台聲及藝員三年，參與本港台及國際台報幕工作，包括於翡翠台報幕時之聲線朗讀「亞洲電視本港台」，至於無綫電視則由藝名「羅山」之前商台主持羅榮焜，取代其報幕工作；蕭亮之亞視報幕員生涯，於1993年底約滿之後正式離開亞視，並隨移居加國作結，亞視本港台之報幕員亦隨即改由王永祥接替。
1993年底，蕭亮移民加拿大温哥華並加入當地的電台華僑之聲擔任報幕員，又再以同一聲線朗讀「滙聲廣播華僑之聲」，他主持說書《蕭亮劇場》多年，讲述《三国演义》、《水浒传》、《雍正夺嫡》、《武则天奇案》、《董小宛》等故事。在節目中除了一人分飾多角外，還以口技模仿各種聲音效果例如馬匹奔馳、武打刀劍聲音等等。他也應香港成報之邀，隔洋擔任該報“楓葉傳聲”，溝通加港文化，每日一稿達七年之久。
至2000年，蕭亮與妻子離婚並回流香港，並重回無綫電視，演出電視劇《男親女愛》、《洛神》、《绝世好爸》、《智勇新警界》、《西關大少》、《隔世追兇》、《棟篤神探》、《阿旺新傳》、《七號差館》 、《皆大歡喜（古裝版）》、《皆大歡喜（時裝版）》等等，2005年蕭亮拍畢的《阿旺新傳》以及2011年的《七號差館》其後沒有無綫電視的拍劇工作，此外為淡出幕前的告別作。

### 晚年
蕭亮退休後為加拿大公民，長住外國，居于多倫多，他永而不言休閑，半退休生活狀態，津津樂道于的廣播事業，曾擔任WOW TV新聞報道員，在美加華語電台做廣播歷十二年，2018年4月起在YouTube上開設“蕭亮百藝網”頻道，把上半生所長逐一奉獻給廣大觀眾；如演唱、用三語說書、绘画、論犬及談馬、教太極拳、教上海話、法語、寫作出書、偶爾間中亦會參與客串演出及影視圈等等。

### 逝世
2024年3月，根據一位網民richardk2550，於其YouTube頻道最後一段影片下留言，聲稱蕭亮已於當月上旬於多倫多家中逝世，但香港傳媒一直無法由第三方證實，至6月初有另一網民mygoldenyears1285留言稱其為與蕭亮「相識於TVB的前同事」，「於2024年1月份，其鄰居發現異味後，管理員開門才發現（身故），及後警察以其住所地址登記的next of kin通知到他，他是（除警察與鄰居外）唯一知情者」。

### 其他
蕭亮喜歡養狗，曾於報章發表與狗有關的文章，並曾結集成書。他亦曾於《清新週刊》專欄發表其畫作及評畫文章。他曾在90年代在香港寫過《蕭亮養狗經》與《太極養生功夫》兩書並在天地圖書出版。

## 電視劇（無綫電視）
- 《無花果》（與苗金鳳）（1976）
- 《七女性》（與楊詩蒂）（1976）
- 《狂潮》 饰 大堂经理（1976）
- 《倚天屠龍記》 飾 何太沖 (1978)
- 《萬事有我》 飾 George (1978)
- 《女人三十》 (1979)
- 《天龍八部》 飾 白世鏡 (1982)
- 《假日風情》 飾 Peter
- 《播音人》 飾 播音王子 蕭文駿 (1983)
- 《男親女愛》 飾 羅中堅（CK） (2000)
- 《皆大歡喜 (古裝)》 飾 半日仙 (2001-2003)
- 《封神榜》旁白（2001）
- 《洛神》 飾 華歆 (2002)
- 《絕世好爸》 飾 黎叔 (2002)
- 《皆大歡喜 (時裝)》 飾 半日仙 (2003-2005)
- 《智勇新警界》 飾 陸承祖 (2003)
- 《西關大少》 飾 何北（何雙喜之父）(2003)
- 《隔世追兇》 飾 鐘家鼎 (2004)
- 《棟篤神探》 飾 周老闆 (2004)
- 《阿旺新傳》 飾 安景亨 (Ken)（安琪之父） (2005)
- 《七號差館》 飾 油炸蟹 (2011)

## 電視劇（亞洲電視）
- 《男大當差》（邓浩光、连伟健）（1989）
- 《皇家檔案III之赤色保鏢》（孙兴） (1989)
- 《藍月亮》（万绮雯） (1990)
- 《亡命天涯路》（惠天赐、吴毅将、刘锦玲）(1990)
- 《觸電情緣》（关咏荷、刘志荣） (1991)
- 《豪門》 （方刚、杨群） (1991)
- 《本是同根》（江华、伍咏薇） (1992）

## 電視劇（香港電台電視部）
- 《人之初》饰 帮办（與叶德娴）
- 《执法者 之 紙盒藏屍》饰 探长（與周秀兰 饰 探员、光頭神探貝亞特別客串）
- 《8118共缤纷》（综合节目主持、與吕瑞蓉合作）

## 說書（華僑之聲）
- 《蕭亮劇場》（三国演义、水浒传、雍正夺嫡、武则天奇案、董小宛）
- 《钻石留声机》（怀旧金曲节目）
- 《逍遥亮话》（清谈节目）

## 电影
- 天真有牙（胡燕妮）（1987年）
- 警察故事（成龙、林青霞）
- 大鬧廣昌隆（郑丹瑞）
- 江湖告急 （梁家辉）（2000年）
- 唔該借歪（叶德娴、黄子华、袁咏仪）（2000年）
- 魂魄唔齊 （容祖儿、郑希怡、陈奕迅）（2000年）
- 鍾無艷 （梅艳芳、张柏芝、郑秀文）（2000年）

## 書籍作品
- 《蕭亮養狗經》，天地圖書，ISBN 9622575838
- 《太極養生功夫》，天地圖書，ISBN 9622574750
  - 萧亮早年曾为杨澄甫长子杨守中高足，后随上海名家曹树伟。

## 外部連結
- 蕭亮在香港影庫上的簡介
- YouTube上的萧亮百艺网頻道
- 娛樂怪史：蕭亮封老薑攝石人 （页面存档备份，存于）  蘋果日報，2007年6月6日
- 緋聞男女黃宗澤唐寧拍結婚戲 蕭亮遭導演爆粗趕離場 （页面存档备份，存于） 太陽報，2005年6月20日
- 蕭亮 天地圖書